# کاویتویوق
کاویتویوق (به اسپانیایی: Kawituyuq) یک کوه در پرو است که در Peru, Junín Region, Huancayo Province واقع شده‌است. کاویتویوق ۴٬۸۰۳ متر بالاتر از سطح دریا واقع شده‌است.